# Атбара (город)
А́тбара (араб. عطبرة‎, англ. Atbarah или Atbara) — город в Судане, в штате Нил.

## География
Расположен на правом берегу Нила, при впадении в него реки Атбара, на высоте 356 м над уровнем моря. Город находится примерно в 10 км к северу от административного центра штата, города Эд-Дамер.

## Климат
| Показатель                    | Янв. | Фев. | Март | Апр. | Май  | Июнь | Июль | Авг. | Сен. | Окт. | Нояб. | Дек. | Год  |
| ----------------------------- | ---- | ---- | ---- | ---- | ---- | ---- | ---- | ---- | ---- | ---- | ----- | ---- | ---- |
| Средний суточный максимум, °C | 29,7 | 31,9 | 35,8 | 39,4 | 42,1 | 42,8 | 40,7 | 40,1 | 41,2 | 39,3 | 34,6  | 30,8 | 37,4 |
| Средняя температура, °C       | 22,1 | 23,7 | 27,5 | 30,9 | 34,2 | 35,5 | 34,0 | 33,5 | 34,3 | 32,1 | 27,4  | 23,5 | 29,9 |
| Средний суточный минимум, °C  | 14,4 | 15,4 | 19,1 | 22,3 | 26,1 | 28,2 | 27,3 | 26,9 | 27,3 | 25,0 | 20,2  | 16,1 | 22,4 |
| Норма осадков, мм             | 0,1  | 0,1  | 0,1  | 0,4  | 1,5  | 3,5  | 19,1 | 26,8 | 6,7  | 1,9  | 0,0   | 0,0  | 60,2 |

## История
Слияние Нила и его самого северного притока — реки Атбары (Bahr-el-Aswad, или Чёрная река), было стратегическим местом для военных операций. В 1619 году Атбара была завоевана войсками Эфиопской империи. В битве при Атбаре, произошедшей 8 апреля 1898 года, англо-египетская армия лорда Китченера разгромила силы махдистов. Эта победа привела к захвату британцами всего Судана.
Атбара стала центром железнодорожной отрасли Судана. Здесь сохранился первоначальный вид станции и необычные куполообразные дома железнодорожников. В 1946 году в Атбаре образовался первый в Судане профсоюз железнодорожников. Однако к началу XXI века железнодорожное движение значительно сократилось.
Через Атбару прошло трансафриканское шоссе Каир-Кейптаун и несколько местных автомобильных дорог.

## Население
По оценочным данным на 2010 год население города составляет 139 768 человек.
Динамика численности населения по годам:
| Год  | Население |
| ---- | --------- |
| 1956 | 36 300    |
| 1973 | 66 116    |
| 1983 | 73 009    |
| 1993 | 87 878    |
| 2007 | 111 399   |
| 2010 | 139 768   |
| 2022 | 346 723   |

## Спорт
В 1927 году в Атбаре был построен первый футбольный стадион в Судане, на котором стали проводиться турниры среди железнодорожников.
В городе базируется футбольный клуб «Амаль», играющий на местном стадионе вместимостью 13 тысяч зрителей.